# Intel
Intel je američka tvrtka koja je osnovana 1968. kao Integrated Electronics Corporation, i najpoznatija je po proizvodnji mikroprocesora te namjenskih integriranih krugova. Intel također proizvodi mrežne kartice, sklopovlje za matične ploče, mobitele, i druge uređaje. Intel je najpoznatiji po svojim mikrorocesorima koji se obično skraćeno nazivaju x86, i oni su sastavni dio IBM PC (ili skraćeno PC) računala koja su sada (2020.) još de facto temelji za standardnu arhitekturu mnogih računala. U nedavno vrijeme (od 2010.) primat Intelovim mikroprocesorima u nekim poljima primjene preuzimaju mikroprocesori koji su zasnovani na [ARM] arhitekturi. Intel je multinacionalna tvrtka koja ima razvojne laboratorije i tvornice u mnogim zemljama svijeta.  

## Povijest
Tvrtku Intel je osnovao Gordon E. Moore (kemičar i fizičar) i Robert Noyce (fizičar i suizumitelj integriranog sklopa) nakon što su napustili tvrku Fairchild Semiconductor. Zanimljiva je konstatacija da je najveći takmac Intela AMD također osnovao jedan od bivših zaposlenika Fairchild Semiconductora 1969. i on je pripadao skupini koja se u ovoj industriji prozvali Izdajnička osmorka (eng. Traitorous Eight) u kojoj Moore i Noyce također pripadaju.

## Proizvodi

### Povijesni

#### Memorijski proizvodi
- SRAM
- DRAM

#### Mikroprocesori
- Intel 4004
- Intel 8080
- Intel 8086
- Intel 80286
- Intel 80386
- Intel 80486
- Intel Pentium, kod nas još i Pentium I
- Pentium II
- Pentium III
- Pentium IV
- Intel Pentium Core 2 Duo
- Intel Pentium Core 2 Quad
- Intel Core i3
- Intel Core i5
- Intel Core i7

Kronologija broja tranzistora/radne frekvencije u Intelovim Pentium (32 bitni) procesorima:
- 1993. Pentium 60MHz i 66MHz - 3,1 milijun
- 1994. Pentium 90MHz i 100MHz -  3,2 milijuna
- 1995. Pentium 133MHz -  3,3 milijuna
- 1995. Pentium Pro 150, 166, 180 i 200MHz - 5,5 milijuna
- 1996. Pentium 150 i 166MHz - 3,3 milijuna
- 1997. Pentium 166 i 200MHz -  4,5 milijuna
- 1997. Pentium II 233, 266 i 300MHz -  7,5 milijuna
- 1998. Pentium II 450MHz -  7,5 milijuna
- 1999. Pentium III 500 - 733MHz -  28 milijuna tranzistora
- 2000. Pentium 4 1.40 and 1.50GHz -  42 milijuna
- 2001. Pentium 4 2.0GHz -  55 milijuna
- 2002. Pentium 4 3.06GHz -  55 milijuna
- 2003. Pentium M 1.60GHz -  77 milijuna
- 2004. Itanium (64 bitni procesor) -  25 milijuna CPU, s cache-om preko 200 milijuna tranzistora

### Trenutni
Intel Core 2 Duo:
- Intel Core 2 Duo E4500, 2×2.2GHz, 800MHz sabirnica, 2MB L2 cache
- Intel Core 2 Duo E4600, 2×2.4GHz, 800MHz, 2MB
- Intel Core 2 Duo E7200, 2×2.53GHz, 1066MHz, 3MB
- Intel Core 2 Duo E8200, 2×2.66GHz, 1333MHz, 6MB
- Intel Core 2 Duo E8400, 2×3.0GHz, 1333MHz, 6MB
- Intel Core 2 Duo E6850, 2×3.0GHz, 1333MHz, 4MB
- Intel Core 2 Duo E8500, 2×3.16GHz, 1333MHz, 6MB
- Intel Core 2 Duo E8600, 2×3.33GHz, 1333MHz, 6MB

Intel Core 2 Quad:
- Intel Core 2 Quad Q6600, 4×2.4GHz, 1066MHz sabirnica, 8MB L2 cache
- Intel Core 2 Quad Q6700, 4×2.67GHz, 1066MHz, 8MB
- Intel Core 2 Quad Q8200, 4×2.33GHz, 1333MHz, 4MB
- Intel Core 2 Quad Q9400, 4×2.66GHz, 1333MHz, 6MB
- Intel Core 2 Quad Q9450, 4×2.66GHz, 1333MHz, 12MB
- Intel Core 2 Quad Q9550, 4×2.83GHz, 1333MHz, 12MB
- Intel Core 2 Extreme QX9650, 4×3.0GHz, 1333MHz, 12MB

### Konkurentski proizvođači procesora
Osnovni uvjet koji je postavio IBM Intelu da bi njegovi procesori postali osnova PC kompjutera je bila da još minimalno jedna korporacija ima pravo na patente za gradnju procesora serije x86. Intelov izbor je pao na AMD s čime se i IBM složio. Tijekom sljedećih 25 godina nekoliko drugih kompanije se pokušalo ugurati u ovaj posao ali malo koja od njih je ostavila ikakva traga. 
Ti malobrojni konkurenti koji su uspjeli izgradit Intel kompaktibilne procesore su ( poredani po svom uspjehu ):
- Centaur danas u vlasništvu VIA. Nalazi se u proizvodnji
- Transmeta
- Cyrix danas u vlasništvu VIA
- Nexgen
- NEC
- Rise tehnology

## Vanjske poveznice
Službene stranice tvrtke Intel